# الفوارة (الرين)
مركز الفوارة  هو مركزٌ إداري تابعٌ لمحافظة الرين في منطقة الرياض ، ويصنف من فئة (ب) ورمزه 1498.